# 硝酸亚铁

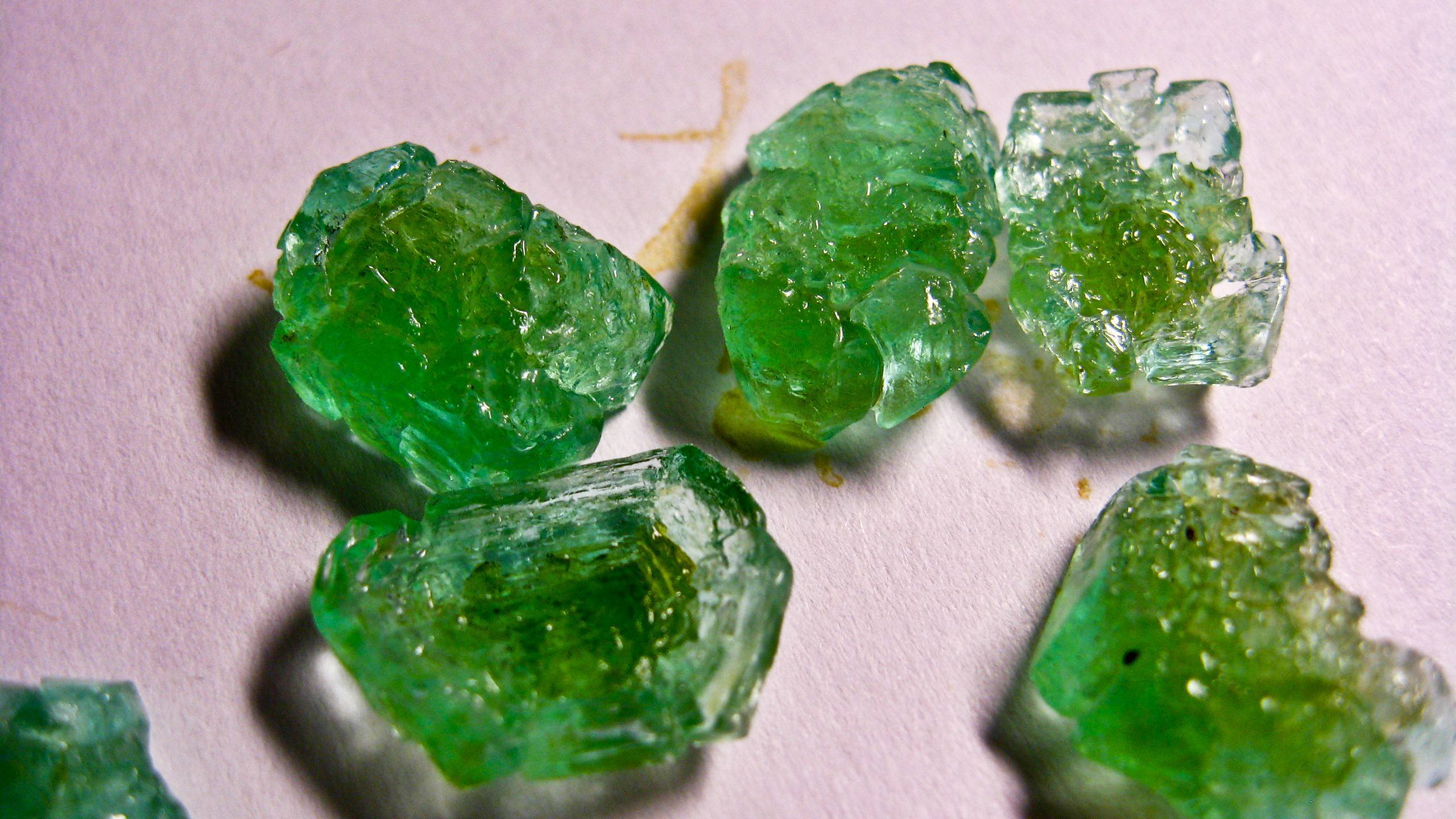

硝酸亚铁是一种无机化合物，化学式为Fe(NO3)2。

## 制备
硝酸亚铁可由硝酸铁和铁反应制得：
2 Fe(NO3)3 + Fe → 3 Fe(NO3)2

## 化学性质
硝酸亚铁可以和较高浓度的硝酸反应，氧化为三价铁。和盐酸反应，由于低pH，溶液中的Fe2+会被自身的NO3−氧化为Fe3+，同时，也有棕色的Fe(NO3)2·NO生成。
硝酸亚铁溶液受热分解。